# Ferdinando Maria Saluzzo

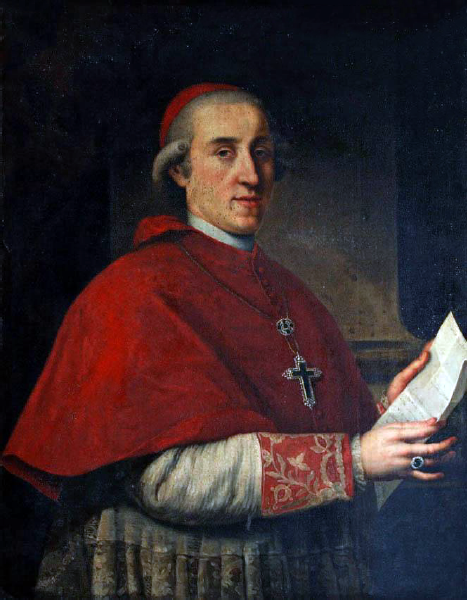
Ferdinando Maria Kardinal Saluzzo

Ferdinando Maria Saluzzo (* 20. November 1744 in Neapel; † 3. November 1816 in Rom) war ein italienischer Kardinal.

## Leben
Ferdinando Maria Saluzzo empfing am 26. Mai 1784 die Priesterweihe und wurde bereits einen Monat später am 25. Juni 1784 zum Titularerzbischof von Teodosia ernannt. Er empfing am 4. Juli 1784 in der Basilika Santi XII Apostoli die Bischofsweihe, die ihm von Marcantonio Kardinal Colonna als Konsekrator sowie Girolamo Volpi und Orazio Mattei als Co-Konsekratoren gespendet wurde. Am 13. Juli 1784 wurde er zum Titularerzbischof von Karthago ernannt und hatte dieses Bischofsamt bis zum 23. Februar 1801 inne. Einen Monat darauf wurde er am 21. August 1784 als Nachfolger von Giovanni Andrea Archetti zugleich zum Apostolischen Nuntius in Polen ernannt und verblieb in dieser Funktion bis zu seinem Rücktritt 1794, woraufhin Lorenzo Litta zu seinem dortigen Nachfolger ernannt wurde.
Im Konsistorium vom 23. Februar 1801 erfolgte Ferdinando Maria Saluzzos Kreierung von zum Kardinal durch Papst Pius VII. Am 20. Juli 1801 wurde er zum Kardinalpriester von Santa Maria del Popolo ernannt, wo er Nachfolger von Francesco Maria Pignatelli war. Zwischen 1803 und 1804 amtierte er auch als Kämmerer des Heiligen Kardinalskollegiums. Danach erfolgte am 28. Mai 1804 seine Ernennung als Nachfolger von Ludovico Flangini Giovanelli zum Kardinalpriester von Sant’Anastasia, was er bis zu seinem Tode blieb. Zugleich ernannte ihn der Papst im Jahr 1814 zum Präfekten der Kongregation der Guten Regierung (Congregatio boni regiminis). Auch dieses Amt übte Kardinal Saluzzo bis zu seinem Tode aus. Er starb 1816 im Alter von fast 72 Jahren und wurde in der Basilika Sant’Anastasia al Palatino beigesetzt.